# Carlos Orvañanos Rea
Carlos Orvañanos Rea (Ciudad de México; 26 de noviembre de 1980) es un político mexicano, miembro del Partido Acción Nacional (PAN). Fue jefe delegacional de Cuajimalpa de Morelos de 2009 a 2012 y, desde del 1° de octubre de 2024, es alcalde de Cuajimalpa de Morelos por segunda vez.

## Biografía
Nacido en noviembre de 1980 y originario de Ciudad de México, Carlos Orvañanos es esposo, padre de tres hijos y cuenta con una larga carrera política tanto en su natal Cuajimalpa, como en el estado de Quintana Roo.

## Trayectoria Política
Desde sus comienzos en el servicio público, Carlos Orvañanos siempre ha estado afiliado al PAN. Ha sido secretario particular de dos secretarios de Estado en el gabinete del entonces presidente de México Felipe Calderón Hinojosa: del secretario de Gobernación, Juan Camilo Mouriño (2008), y del secretario de Economía, Gerardo Ruiz Mateos (2008-2010).
Aunque se le recuerda más por haber sido jefe delegacional en Cuajimalpa tras vencer a su rival Adrián Rubalcava del PRD en la elección intermedia local de 2009, mismo que ganaría la jefatura delegacional tres años después en las locales de 2012 por el PRI.

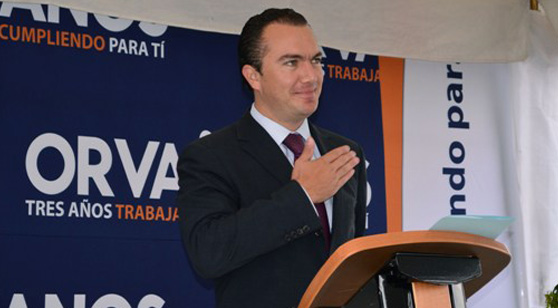
Carlos Orvañanos durante su Tercer Informe de Gobierno en la Delegación Cuajimalpa.

El 30 de diciembre de 2011, pidió licencia como jefe delegacional para buscar la candidatura interna del PAN hacia la jefatura de gobierno, dejando como sustituto a su Director Jurídico, Camilo Campos López, quién también sería candidato por ese partido a esa delegación dos veces: en 2012 y 2015.
Al obtener la candidatura del PAN DF Isabel Miranda de Wallace, Carlos Orvañanos decidió continuar con su carrera política en Quintana Roo, donde se desempeñó como Coordinador General de Comunicación del gobierno de Carlos Joaquín González (2016-2022) y como vocero estatal del PAN en esa entidad en 2023.
También, buscó ser diputado local por el distrito 7 de Cancún, ubicado en aquella entidad, así como candidato a la alcaldía de Cancún para las intermedias de 2021, la cual le fue otorgada finalmente al entonces perredista Jesús Pool Moo.
En febrero de 2024, fue invitado por el PRI y la alianza Va por la CDMX para contender nuevamente por la alcaldía de Cuajimalpa, misma que ganó con arriba del 46%, por lo que a partir del 1° de octubre de 2024 se convirtió en alcalde de esa demarcación.